# Episodi di The Donna Reed Show (settima stagione)
La settima stagione della serie televisiva The Donna Reed Show è stata trasmessa in anteprima negli Stati Uniti d'America dalla ABC tra il 17 settembre 1964 e l'8 aprile 1965.
| nº | Titolo originale                  | Titolo italiano | Prima TV USA      | Prima TV Italia |
| -- | --------------------------------- | --------------- | ----------------- | --------------- |
| 1  | Operation: Anniversary            |                 | 17 settembre 1964 |                 |
| 2  | Dad Drops By                      |                 | 24 settembre 1964 |                 |
| 3  | Play Ball                         |                 | 1º ottobre 1964   |                 |
| 4  | Who's Who on 202?                 |                 | 8 ottobre 1964    |                 |
| 5  | The Daughter Complex              |                 | 15 ottobre 1964   |                 |
| 6  | The Tycoons                       |                 | 22 ottobre 1964   |                 |
| 7  | Instant Family                    |                 | 29 ottobre 1964   |                 |
| 8  | Royal Flush                       |                 | 5 novembre 1964   |                 |
| 9  | Circumstantial Evidence           |                 | 12 novembre 1964  |                 |
| 10 | Anyone Can Drive?                 |                 | 19 novembre 1964  |                 |
| 11 | Surprise, Surprise                |                 | 26 novembre 1964  |                 |
| 12 | Quads of Trouble                  |                 | 3 dicembre 1964   |                 |
| 13 | Donna's Bank Account              |                 | 10 dicembre 1964  |                 |
| 14 | It's All in the Cards             |                 | 17 dicembre 1964  |                 |
| 15 | Old Faithful                      |                 | 24 dicembre 1964  |                 |
| 16 | Overture in A-Flat                |                 | 31 dicembre 1964  |                 |
| 17 | Thy Name Is Woman                 |                 | 7 gennaio 1965    |                 |
| 18 | Joe College                       |                 | 14 gennaio 1965   |                 |
| 19 | Painter, Go Home                  |                 | 21 gennaio 1965   |                 |
| 20 | Home Wreckonomics                 |                 | 28 gennaio 1965   |                 |
| 21 | The Windfall                      |                 | 4 febbraio 1965   |                 |
| 22 | Now You See It, Now You Don't     |                 | 11 febbraio 1965  |                 |
| 23 | The Gift Shop                     |                 | 18 febbraio 1965  |                 |
| 24 | The Stamp Collector               |                 | 25 febbraio 1965  |                 |
| 25 | Peacocks on the Roof              |                 | 4 marzo 1965      |                 |
| 26 | Guests, Guests, Who Needs Guests? |                 | 11 marzo 1965     |                 |
| 27 | The Unheroic Hero                 |                 | 18 marzo 1965     |                 |
| 28 | The Mysterious Smile              |                 | 25 marzo 1965     |                 |
| 29 | The Rolling Stones                |                 | 1º aprile 1965    |                 |
| 30 | Indoor Outing                     |                 | 8 aprile 1965     |                 |